# Полум'я братерства

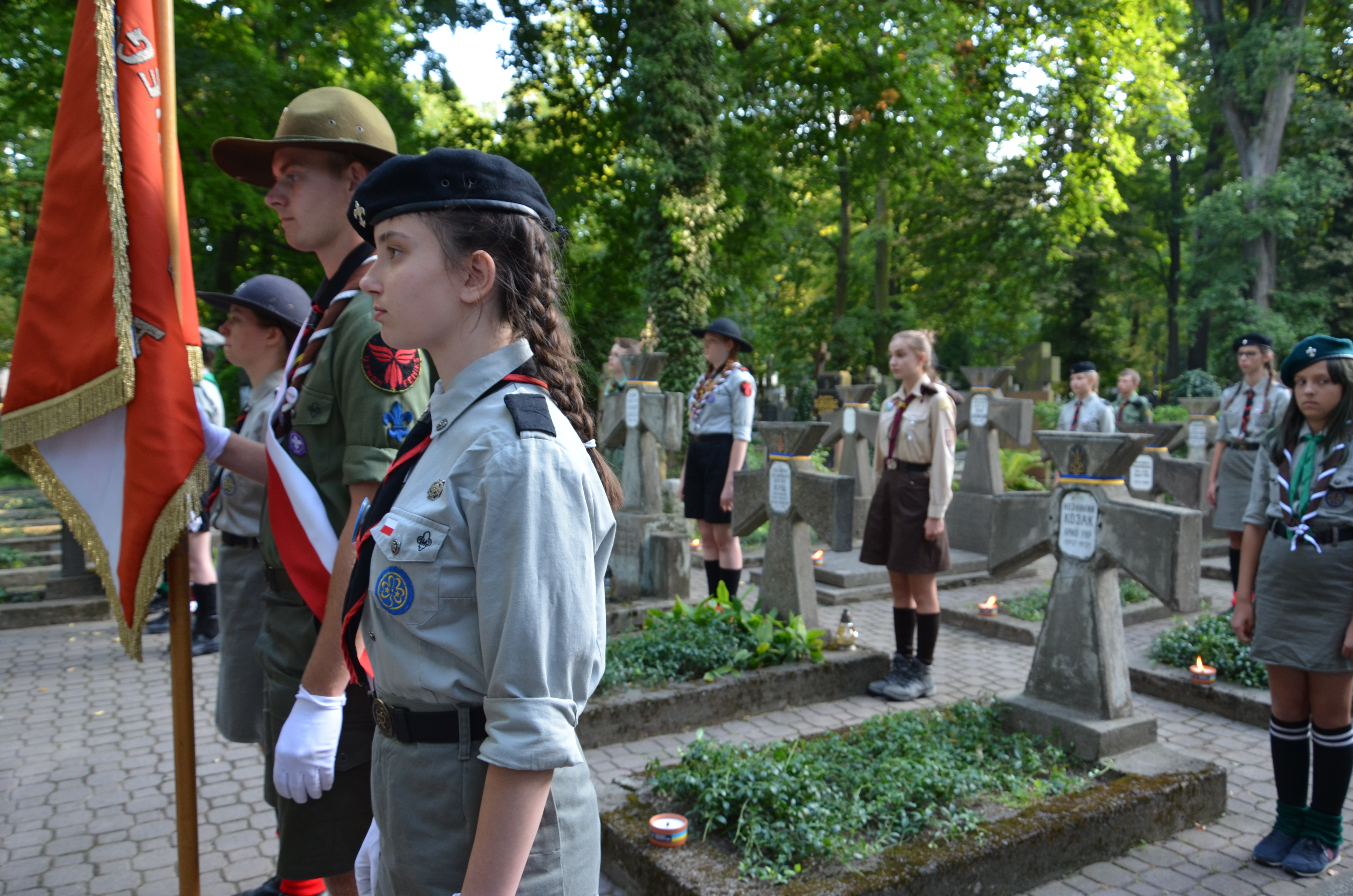
При похованнях старшин і козаків Армії Української Народної Республіки на православному цвинтарі у Варшаві

Полум'я братерства — громадська ініціатива, присвячена вшануванню спільної боротьби польських та українських солдатів у війні з більшовиками шляхом спільних урочистостей на місцях поховань воїнів. Ініційована у Любліні та Варшаві у 2017 році Кшиштофом Становським та Юрієм Рейтом акція є спільним заходом Союзу польського харцерства та організації Пласт.
Акція відбувається щороку, починаючи з 14 серпня 2019 року, одночасно у місцях поховання воїнів УНР у різних населених пунктах Польщі: Варшаві, Любліні, Вроцлаві, Кракові та інших.
Акція має на меті віддати честь і шану спільним для українців і поляків героям, а також підкреслити, що в спільній історії українського та польського народів є позитивні об'єднавчі моменти, які повинні бути основою для подальшої розбудови українсько-польського партнерства. Полум'я братерства вшановує події 1920 року, та нагадує про них як про історичний приклад співпраці поляків та українців.